# Rio Bistra Mică
O Rio Bistra Mică é um rio da Romênia afluente do Rio Bistra, localizado no distrito de Neamţ.